# Gillender Building
El edificio Gillender fue unos de los primeros rascacielos del Distrito Financiero de Manhattan, estaba ubicado en la esquina noroeste de Wall Street y la Nassau Street, en un terreno que solo medía 7,9 m x 22,3 m. Según un estudio, al momento de su finalización en 1897 era entre el octavo o cuarto edificio más alto de Nueva York.
El Gillender fue diseñado por Charles I. Berg y Edward H. Clark. Una vez terminado, fue elogiado como una novedad de ingeniería y algunos lo citaron como "una de las maravillas de la ciudad". Atrajo la atención por su visible desproporción de altura y huella, que dominaba un área rentable relativamente baja y se consideró económicamente obsoleta desde el principio.
Después de trece años de existencia sin incidentes, el Gillender se vendió en diciembre de 1909 por un precio récord de 822 dólares por pie cuadrado (8850 dólares/m²) de terreno y fue demolido entre abril y junio de 1910 para dar paso a la Torre Bankers Trust. La prensa se refirió a la demolición del Gillender como la primera vez que un rascacielos moderno fue derribado para ser reemplazado por uno más alto y grande. En ese momento, el Gillender era el edificio más alto jamás demolido voluntariamente.

## Historia
El Gillender se encontraba en la esquina noroeste de Wall Street y Nassau Street, en una estrecha franja de 7,9 m en Wall Street y 22 m)en Nassau Street. La torre Bankers Trust de 39 pisos en el 14 de Wall Street, construida en 1911, ocupa tanto el sitio del Edificio Gillender como el Edificio Stevens de siete pisos contiguo en el 12-14 de Wall Street. Los lotes circundantes al norte y al oeste se incorporaron como parte de un anexo al 14 de Wall Street, construido entre 1931 y 1933.

#### Diseño
El Gillender fue diseñado por Charles I. Berg y Edward H. Clark. Perteneció a "una serie de elegantes torres en varios modos clásicos erigidas en Nueva York en la década de 1890 y se considera "un ejemplo notable" de su período junto con el Edificio del Banco Central (William Birkmire, 1897, demolido) y el American Surety Building (Bruce Price, 1894–1896, existente). Berg y Clerk siguieron la regla italiana de la división vertical triple: la decoración cara se limitó a los tres pisos inferiores (lo que los peatones ven desde la calle) y los dos pisos superiores y la torre de coronación. Las cornisas masivas sobre el segundo y tercer piso separaron visualmente los niveles inferiores de la superficie limpia de la pared que se extendía desde arriba hasta el decimocuarto piso; a partir del noveno piso, fue recuperando gradualmente los ornamentos y las ventanas arqueadas como si anticipara la ornamentada cúpula barroca italiana de arriba.

#### Construcción

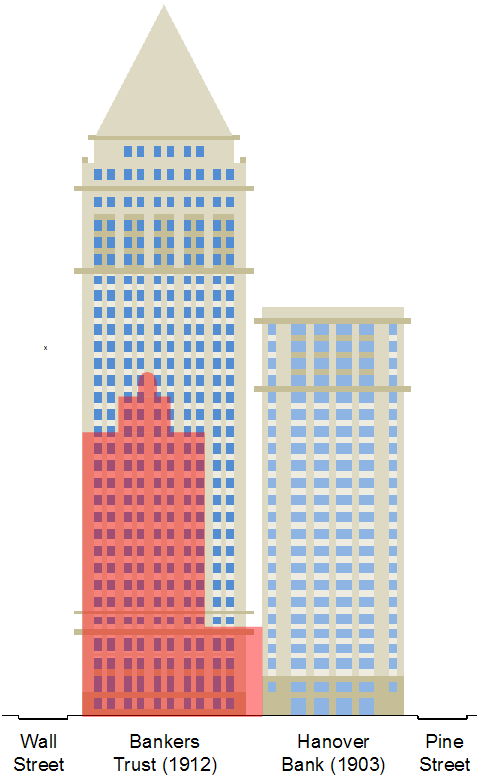

En 1896, Helen L. Gillender Asinari, propietaria de un edificio de oficinas de seis pisos en la esquina de las calles Wall y Nassau, decidió reemplazarlo con una torre de 300 pies (91 m) de altura, capitalizando un aumento de diez veces en valor de la tierra. El edificio probablemente recibió el nombre del padre de Helen, el millonario comerciante de tabaco Eccles Gillender (1810–1877). Según los medios, Gillender Asinari se había apresurado a construir la nueva torre antes de la promulgación anticipada de nuevos códigos de construcción más estrictos, lo que condujo a las deficiencias del diseño del edificio, a pesar de que las regulaciones no entraron en vigencia. hasta 1916. Una versión alternativa presentada por Joseph Korom atribuye la construcción del Edificio Gillender a Augustus Teophilus Gillender, socio principal de un bufete de abogados, pero Gillender Asinari cuestionó esta versión, diciendo que "el Sr. Augustus T. Gillender nunca ha tenido, ni ha él ahora, el más mínimo interés en la propiedad".

#### Uso
En 1909, las instituciones financieras comenzaron a expandir rápidamente sus propiedades dentro del Distrito Financiero. The Bankers Trust Company se unió al proceso después de que el Bank of Montreal, el Fourth National Bank y Germania Life Insurance Company adquirieran sus propiedades en las calles Wall y Nassau. Bankers Trust, que se estableció en 1902, había sido inquilino en el edificio Gillender durante seis años y su elección del sitio fue motivada por su ubicación cerca de la Bolsa de Valores de Nueva York. La empresa, con J. P. Morgan en la junta, creció rápidamente y tenía la intención de aterrizar permanentemente en el "vórtice de la vida financiera de Estados Unidos".

#### Demolición
La demolición del edificio Stevens comenzó a principios de abril de 1910. El contrato para demoler el edificio Gillender se otorgó a Jacob Volk, conocido por su trabajo en el túnel McAdoo, quien afirmó tener experiencia en la demolición de 900 edificios. Inicialmente, Volk se suscribió para completar el trabajo en 35 días y pagar una multa de 500 dólares por cada día retrasado. Posteriormente, el calendario se amplió a 45 días. Los inquilinos del edificio permanecieron en la torre hasta que los equipos de demolición llegaron al lugar. La demolición comenzó el 29 de abril de 1910, y se completó oficialmente el 16 de junio de 1910, un día antes de lo previsto. Una revista informó que "... todos los registros anteriores de trabajo rápido fueron superados" y que "todo vestigio del Edificio Gillender había desaparecido" cuando se completó el trabajo. Otro dijo que el edificio Gillender era "solo el segundo edificio moderno alto en ser derribado", tanto en la ciudad como en el mundo, después del edificio Pabst en Times Square. 